# ビセンテ・サルディバル
ビセンテ・サルディバル（Vicente Samuel Saldivar Garcia、1943年5月3日 - 1985年7月18日）は、メキシコの男性プロボクサー。メキシコシティ出身。元WBA・WBC世界フェザー級統一王者。
無尽蔵のスタミナと猛烈な連打、そしてメキシカンファイターらしい強靭な精神力を武器にリスクを省みずに勇猛果敢に打ち合いに挑み、数多くの強豪をマットに沈めた。

## 来歴
1961年2月18日、プロデビュー。
1962年12月29日、17戦目で失格負けとなり、初黒星となった。
1964年2月8日、24戦目でメキシコフェザー級王座を獲得した。
1964年6月1日、翌年WBA・WBC世界ライト級王者となるイスマエル・ラグナと対戦し、10回判定勝ち。
1964年9月26日、WBA・WBC世界フェザー級王者シュガー・ラモスに挑戦し、11回終了時にラモスが棄権。21歳で世界王座を獲得した。
1965年5月7日、防衛戦でラウル・ロハスと対戦し、15回TKO勝ちで初防衛に成功。
1965年9月7日、防衛戦でハワード・ウィンストンと対戦し、15回判定勝ちで2度目の防衛に成功。
1966年8月7日、防衛戦で関光徳（新和）と対戦し、4回開始早々に関の左ストレートを浴びて強烈なダウンを喫しながら、15回判定勝ちで4度目の防衛に成功。1967年1月29日、前回の対戦で善戦した関と再戦し、7回TKO勝ちで5度目の防衛に成功した。
1967年6月15日、防衛戦でハワード・ウィンストンと対戦し、15回判定勝ちで6度目の防衛に成功。10月14日、ダイレクトリマッチでウィンストンと対戦し、12回TKO勝ちで7度目の防衛に成功。ウィンストンには3戦3勝となった。試合後、引退し王座を返上した。
1969年7月18日、現役復帰戦で元WBC世界フェザー級王者ホセ・レグラと対戦し、10回判定勝ち。
1970年5月9日、WBC世界フェザー級王者ジョニー・ファメションに挑戦し、15回判定勝ちで王座を再獲得した。
1970年12月11日、地元メキシコのティフアナに柴田国明（ヨネクラ）を迎えて初防衛戦を行ったが、12回終了で試合を棄権し、王座から陥落した。
1973年10月21日、WBC世界フェザー級王者エデル・ジョフレに挑戦し、4回KO負けで王座獲得ならず。この試合をもって再び引退した。
1985年7月18日、癌のため42歳で死亡。

## 獲得タイトル
- WBA世界フェザー級王座（防衛7度）
- WBC世界フェザー級王座（1度目は防衛7度、2度目は防衛0度）